# Belang van Nederland
Belang van Nederland (forkortes: BVNL) (dansk: Hollands Interesse) er et hollandsk politisk parti, som blev dannet i august 2021.

## Historie

### Baggrund og grundlæggelse
De tre parlamentarikere Wybren van Haga, Olaf Ephraim og Hans Smolders forlod i maj 2021 partiet Forum voor Democratie, efter at partiet havde lavet en plakat, hvor at de sammelignede coronarestriktionerne i Holland med den tyske besættelse under anden verdenskrig. De tre politkere sad i løsgængergruppen Groep van Haga frem til august 2021, hvor at van Haga annoncerede dannelsen af partiet.

## Ideologi
BVNL er et klassisk og konservativt liberalt parti. Partiet er også euroskeptisk og støtter en folkestemning om Holland burde forlade EU.
Ligesom moderpartiet Forum voor Democratie, så støtter partiet også indførelsen af en form for direkte demokrati.